# Deer Crossing
Deer Crossing es una película estadounidense de drama, terror y crimen de 2012, dirigida y escrita por Christian Grillo, que a su vez se encargó de la musicalización, en la fotografía estuvo Amel J. Figueroa y Scott E. Kaufman, los protagonistas son Christopher Mann, Laura L. Cottrel, Ernie Hudson y Doug Bradley, entre otros. El filme fue producido por Potent Media y SaintSinner Entertainment; se estrenó el 25 de septiembre de 2012.

## Sinopsis
Derrick Stanswood, un investigador de la policía jubilado, a quien un doctor exitoso contacta por un caso no esclarecido que involucra a su mujer y a su hijo.